# Tiffany Haddish
Tiffany Haddish (Los Angeles, 3 de dezembro de 1979) é uma atriz e comediante estadunidense. Seu principal reconhecimento cinematográfico veio com o filme Girls Trip (2017), pelo qual venceu inúmeros prêmios, incluindo o New York Film Critics Circle Awards. Já na televisão, ganhou o Emmy do Primetime de melhor atriz convidada em série de comédia por Saturday Night Live. 

## Filmografia
| Ano  | Título                       | Papel               |
| ---- | ---------------------------- | ------------------- |
| 2005 | The Urban Demographic        | Janice Green        |
| 2008 | Meet the Spartans            | Garota              |
| 2009 | Janky Promoters              | Michelle            |
| 2010 | Wax On, F*ck Off             | Prostituta          |
| 2011 | Driving by Braille           | Drum Major          |
| 2012 | What My Husband Doesn't Know | Falana              |
| 2013 | A Christmas Wedding          | Aurora              |
| 2014 | 4Play                        | Comedian            |
| 2014 | Patterns of Attraction       | Sandra Lewis        |
| 2014 | Wishes                       | Jeanie              |
| 2014 | School Dance                 | Trina               |
| 2015 | All Between Us               | Mishawn             |
| 2016 | Keanu                        | Trina "Hi-C" Parker |
| 2017 | Mad Families                 | Keko                |
| 2017 | Girls Trip                   | Dina                |
| 2017 | Boosters                     | Debra               |
| 2018 | Uncle Drew                   | Jess                |
| 2018 | Night School                 |                     |
| 2021 | Here Today                   | Emma Payge          |
| 2023 | Haunted Mansion              | Harriet             |

## Obras e publicações
Por vezes hilário, sujo e brutalmente honesto, O Último Unicórnio Negro mostra ao mundo quem Tiffany Haddish realmente é - humilde, grata, pé no chão e engraçado como o inferno. E agora, ela está pronta para inspirar outros com o poder do riso.